# Démétér Alapítvány
A Démétér Alapítvány 2006-ban jött létre azzal a céllal, hogy segítséget nyújtson a csontvelő-transzplantáción átesett gyerekeknek és családjaiknak, és növeljék a súlyos beteg gyerek túlélési esélyeit. Budapesten, a DPC Dél-Pesti Centrumkórház területén tartják fenn a Démétér Házat, melynek 14 apartmanjában a vidékről csontvelő-transzplantáció miatt ide kerülő gyerekek és szüleik lakhatnak a hónapokig tartó kórházi kezelés alatt, térítésmentesen. A Démétér Alapítvány programja egy hiánypótló kezdeményezés, mely nem csupán lakhatást biztosít, hanem komplex segítséget nyújt a daganatos gyerekeknek és családjaiknak a fizikai, lelki és szociális gyógyuláshoz.

## A Démétér Ház története
Korábban a szülők méltatlan körülmények között aludtak (gyakran a kórházi ágy mellett egy széken vagy az autóban), hogy gyermekük mellett lehessenek a hetekig tartó kezelések alatt, majd hetente kétszer-háromszor kellett akár többszáz kilométert utazva vizsgálatokra járniuk az éppen csak gyógyuló gyerekkel.
2006-ban megalakult a Démétér Ház 6 apartmannal, ami azonban hamarosan kevésnek bizonyult.
2009-ben a belső terek átalakításával további 3 apartmannal bővült. A növekvő betegszám miatt azonban hamarosan újabb bővülésre volt szükség. 
2018-ban elkészült az új épületszárny, így ma már 14 apartmanban biztosítanak otthon a családoknak. Ezen kívül két konyha, tágas nappali, játszószoba, jól felszerelt tanulószobák és tornaszoba biztosítja a gyerekek és a szülők kényelmét.
2021-2022 folyamán került sor a kert teljes felújítására, ahol megépült egy új játszótér, valamint padokkal, fedett asztalokkal berendezett, nyugodt pihenőkertet alakítottak ki.

### Érdekességek
- A Démétér Ház szobáit kedves állatokról nevezték el, hogy a pici gyerekek számára is könnyen megjegyezhető és barátságos legyen
- Gyakran nem csak az anyuka, hanem mindkét szülő és a testvérek is a Démétér Házba költöznek a kezelés idejére, hogy az egész család együtt lehessen
- A Démétér Házban vidám, mesefigurás ágyneműt és törülközőt használhatnak a gyerekek, hogy még inkább otthon érezzék magukat
- Évente 40-50 család fordul meg, akik általában 1-3 hónapot töltenek itt
- Az itt gyógyult gyerekek közül sokan évekkel később is örömmel látogatnak vissza a Házba, ha éppen erre járnak – a nehéz betegség ellenére jó emlékeket is őriznek az itt töltött időről

## A Démétér Alapítvány programja
A Démétér Ház nem csupán lakhatást biztosít a családoknak, hanem komplex segítséget, hiszen gyógyulni nem csak fizikailag, hanem lelkileg és szociálisan is kell. 
A Démétér Házban kórházpedagógusok segítségével, jól felszerelt tanulószobákban tanulnak a gyerekek, így együtt haladhatnak az osztályukkal, és amikor visszatérhetnek az iskolába, nem kell évet ismételniük. 
Pszichológus és lelkigondozó kollégák segítenek a szülőknek és a gyerekeknek a nehéz élethelyzettel való megküzdésben. 
Gyógytornász és dietetikus tevékenysége egészíti ki a kezeléseket, hogy a gyógyulás teljes és minél gyorsabb legyen. 
A Démétér Házban igyekeznek pótolni azokat az események, melyből a gyerekek a betegség miatt hosszú időre kimaradnak. Rendszeres programokkal hozzák be a külvilágot az izoláció csökkentése érdekében: Télapó-ünnepség, farsang, halloween, évnyitó- és évzáró ünnepség, gyereknap.

## Egy gyerek se legyen egyedül a kórházban nap
A Démétér Alapítvány kezdeményezésére 2021 óta május 15-én tartják ezt az emléknapot annak érdekében, hogy felhívják a figyelmet a szülői jelenlét fontosságára, az érintett családokra, és azokra a lehetőségekre, melyekkel támogathatjuk őket. Az anyák és apák, testvérek és nagyszülők hősiességére, aminek segítségével megküzdenek a nehézségekkel.

## Médiamegjelenések
- "Ahol 98 százalékos eséllyel gyógyulnak a rákos gyerekek: a Démétér ház!" – Magyarósi Csaba riportfilmje, 2022 – https://www.youtube.com/watch?v=NzoA5Xtv_hg